# Pioneros de Queretaro
Los Pioneros son un equipo mexicano de fútbol americano de la FAM, fundado el 12 de diciembre de 2018 con sede en la ciudad de Corregidora.
Fueron el primer equipo campeón de la liga FAM en la temporada inaugural 2019. 
En septiembre del 2019 se unieron a la LFA, provenientes de la liga FAM para la temporada 2020.
Para la temporada 2021 se hizo oficial su regreso a la FAM, dando por terminado su paso por la LFA. 
Actualmente juega sus partidos como local en la Unidad Deportiva El Pueblito, también conocido como "La Piramide", que actualmente tiene una capacidad de 6,000 espectadores.
Y sus colores tradicionales son el carmesí, amarillo ocre y azul añil.

## Historia
El equipo fue fundado en diciembre de 2018 con el nombre de "Pioneros de Querétaro", esto debido a la gran tradición que hay de Fútbol Americano en la Estado de Querétaro. Fueron uno de los cinco equipos fundadores de la liga Semi-profesional de fútbol americano FAM. En un esperado y sorprendente anuncio en septiembre del 2019, dieron a conocer que se unirían a la LFA para la temporada 2020, dejando así la liga FAM donde fueron los primeros y actuales campeones de la competencia. Juegan en el Estadio la Pirámide, dentro de la Unidad Deportiva El Pueblito. Su debut en la LFA fue difícil, perdiendo en su debut frente al campeón los Condors y Perdiendo tres juegos consecutivamente, consiguieron su primera victoria dentro del máximo circuito de futbol americano profesional hasta la fecha 5 de visita en Saltillo frente a los Dinos. 

### Pioneros FAM

#### Temporada 2019
El equipo fue fundado en diciembre de 2018, con miras a la participación en la temporada inaugural de la FAM en febrero del 2019. El nombre elegido para el equipo fue el de Pioneros, sus colores en su primera temporada fueron carmesí, amarillo ocre y azul añil. Pioneros debutaría en la FAM el 24 de febrero de 2019, cayendo 11-9 ante Titanes de la Ciudad de México, no obstante, conseguirían su primera victoria 7 días después, con marcador de 17-0 vs Centauros. En su primera temporada (2019) se consolidaron como el primer equipo de la liga en ganar el campeonato terminando campeones en la primera final enfrentándose contra Centauros de Ciudad Juárez en un marcador de 16-0 a favor de Querétaro, el 26 de mayo de 2019.

### Pioneros LFA

#### Temporada 2020
Para la temporada 2020, los Pioneros de Querétaro decidieron cambiar de liga, ingresando de manera oficial el 4 de septiembre de 2019 a la LFA.
En su primera temporada dentro del máximo circuito de fútbol americano profesional, tuvieron un récord de 1-4 perdiendo sus 3 primeros juegos de manera consecutiva, ante la mala racha hubo un ajuste dentro del equipo, cambiando de coordinador ofensivo y contratando a un nuevo Quarterback (Gerardo Ramos #12, exjugador de Mexicas), gracias a esto dieron la sorpresa en la quinta semana ganado de visita al líder de su conferencia los Dinos de Saltillo, consiguiendo así su primera victoria dentro de la liga. Posteriormente debido a la pandemia COVID-19 no se pudo continuar jugando la temporada por lo que se decidió cancelarla, e iniciar una nueva en 2021.

## Estadísticas
| Temporada | Entrenador     | Temporada Regular | Temporada Regular | Temporada Regular  | Postemporada | Postemporada | Postemporada |
| Temporada | Entrenador     | Récord            | Cociente          | Resultado          | Récord       | Cociente     | Resultado    |
| --------- | -------------- | ----------------- | ----------------- | ------------------ | ------------ | ------------ | ------------ |
| 2020      | Rassielh López | 1-4               | 0.250             | 4.º División Norte | —            | —            | —            |

## Afición
Los Pioneros se caracterizaron por tener una gran afición en la FAM y posteriormente en la LFA, esto se dio gracias a que Querétaro es una gran plaza para el Fútbol Americano, tienen grandes programas de Fútbol americano Colegial. además de tener grandes jugadores con los que la afición pudo identificarse, igualmente con el paso de la temporada uno, el equipo se mostró como uno de los mejores lo cual llamó la atención de los queretanos.

### La mascota
Desde 2019, la mascota de Pioneros un es un hombre montado en un caballo, es uno de los símbolos emblemáticos del equipo. 
El cual actualmente se presenta durante los partidos de los Pioneros en el Estadio Unidad Deportiva El Pueblito, hizo su primera aparición el 24 de febrero de 2019 durante el juego debut del equipo contra Titanes.

## Símbolos

### Escudo
Para la temporada 1 de la FAM y en la actualidad en la LFA, el primer diseño que portó el club consta de la figura de un Pionero en Querétaro, que hace referencia a la historia de la ciudad, con vivos en color carmesí, amarillo ocre.

## Jugadores

### Plantel actual
Roster de la temporada actual.
| N.°                | País                      | Posición     | Nombre            | Edad         | Equipo Colegial           |
| Quarterbacks       | Quarterbacks              | Quarterbacks | Quarterbacks      | Quarterbacks | Quarterbacks              |
| ------------------ | ------------------------- | ------------ | ----------------- | ------------ | ------------------------- |
| 15                 | Bandera de México         | QB           | Álvaro Urzua      | 31 años      | Toros Salvajes UACH       |
| 19                 | Bandera de Estados Unidos | QB           | Ryan Phaos        | 34 años      | Barbara City College      |
| Running Backs      |                           |              |                   |              |                           |
| 1                  | Bandera de México         | RB           | Víctor Tejeda     | 34 años      | Borregos ITESM Toluca     |
| 23                 | Bandera de México         | RB           | Erick Santoyo     | 32 años      | Linces UVM                |
| 26                 | Bandera de Estados Unidos | RB           | Joshua Wesley     | 32 años      | Bandera de Estados Unidos |
| 30                 | Bandera de México         | RB           | Jorge Gómez       | 30 años      | Halcones UV               |
| Wide Receivers     |                           |              |                   |              |                           |
| 9                  | Bandera de México         | WR           | Joseph Acosta     | 32 años      | Burros Blancos IPN        |
| 15                 | Bandera de México         | WR           | Alejandro Narváes | 29 años      | Borregos ITSEM México     |
| Línea Ofensiva     |                           |              |                   |              |                           |
| 54                 | Bandera de México         | OL           | Josue Torres      | 32 años      | Borregos ITSEM México     |
| 55                 | Bandera de México         | OL           | Carlos Briones    | 33 años      | Borregos ITESM Toluca     |
| 74                 | Bandera de México         | OL           | Ramiro Pruneda    | 37 años      | Borregos Salvajes MTY     |
| 74                 | Bandera de México         | OL           | Saúl Aguilar      | 30 años      | Auténticos Tigres UANL    |
| 77                 | Bandera de México         | OL           | José Ruiz         | 34 años      |                           |
| Línea Defensiva    |                           |              |                   |              |                           |
| 89                 | Bandera de México         | DL           | Sergio Barcenas   | 32 años      | Pumas CU UNAM             |
| 97                 | Bandera de Estados Unidos | DL           | Andre Revere      | 33 años      | Bandera de Estados Unidos |
| 99                 | Bandera de México         | DL           | Félix Guerrero    | 33 años      | Zorros ITQ                |
| Linebackers        |                           |              |                   |              |                           |
| 21                 | Bandera de México         | LB           | Chriss Cajiga     | 31 años      | Águilas Blancas IPN       |
| 52                 | Bandera de Canadá         | LB           | Drew Morris       | 32 años      | Acadia University         |
| Defensive Backs    |                           |              |                   |              |                           |
| 26                 | Bandera de Canadá         | DB           | Jeremy Fagnan     | 31 años      | Francis Xavier University |
| Equipos Especiales |                           |              |                   |              |                           |
| 42                 | Bandera de México         | K            | Enrique Yenny     | 31 años      | Borregos ITESM Toluca     |

## Uniforme
El uniforme original de los Pioneros es un jersey carmesí con mangas en color azul añil y los números resaltados en color amarillo ocre, un casco blanco combinado mínimamente con los colores carmesí y amarillo ocre, con el logo del equipo a los costados, una estrella en la parte posterior. Actualmente el uniforme de visita es blanco completamente, aunque también ha hecho diversas combinaciones.

### Uniformes actuales
- 2019

Primer Uniforme
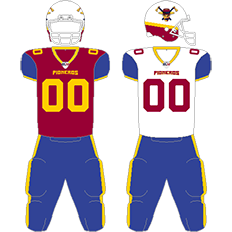
Temporada 2019

- 2020

Uniforme Actuales
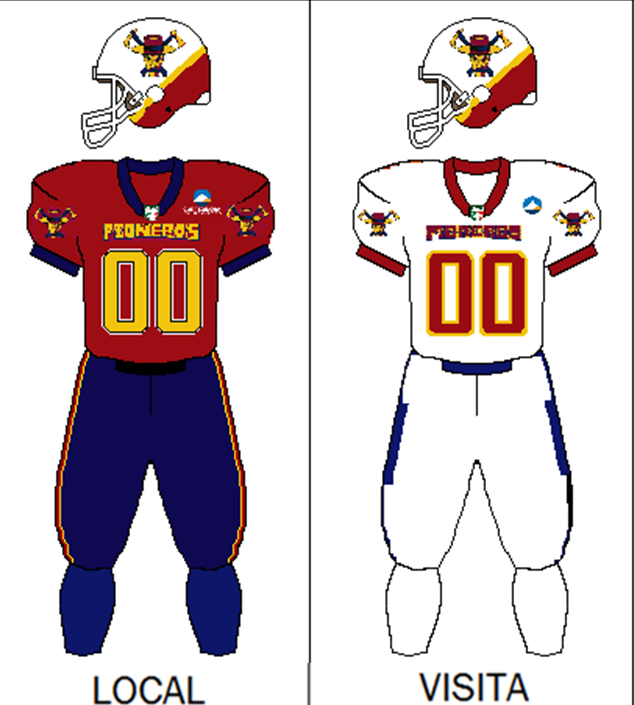
Temporada 2020

### Indumentaria
A continuación se enumeran en orden cronológico el fabricante de las indumentarias del club que ha tenido desde 2019.
| Período | Proveedor     |
| ------- | ------------- |
| 2019    | Dicass Sports |
| 2020    | CDR Sports    |

### Estadio La Pirámide
El Estadio La Pirámide es un recinto deportivo de la Unidad Deportiva Municipal de Corregidora, en el Estado de Querétaro, un campo sin gradas pero que fue adaptado con gradas móviles con capacidad desde 3500 espectadores hasta los 7000 espectadores, ubicado en el municipio de Corregidora a un costado de la Pirámide prehispánica conocida como "La pirámide del Pueblito" en el Estado de Querétaro. El Campo es propiedad del municipio de Corregidora.
Los Pioneros, en su primera temporada jugaron como locales en este estadio en la liga FAM en 2019 y en la liga LFA continúan como locales. Posteriormente jugarán en el estadio municipal (hoy en demolición y a futuro la renovación del llamado Estadio Municipal) de Querétaro.